# U.S. Route 59
U.S. Route 59 (ou U.S. Highway 59) é uma autoestrada dos Estados Unidos.
Faz a ligação do Sul para o Norte. A U.S. Route 59 foi construída em 1934 e tem 1 911 milhas (3 075,5 km).

## Principais ligações
Autoestrada 45/Autoestrada 10 em Houston

 Autoestrada 30 perto de Texarkana

 Autoestrada 40 em Sallisaw

 Autoestrada 35 em Ottawa

 Autoestrada 70 em Lawrence

 Autoestrada 80 em Avoca

 Autoestrada 90 em Worthington